# بلدة ماسون (مقاطعة أريناك)
ماسون، مقاطعة أريناك (بالإنجليزية: Mason Township, Arenac County, Michigan)‏ هي بلدة تقع بولاية ميشيغان في الولايات المتحدة. تبلغ مساحتها 83.1 (كم²)، وترتفع عن سطح البحر 227 م، بلغ عدد سكانها 851 نسمة في عام تعداد الولايات المتحدة 2010 حسب إحصاء مكتب تعداد الولايات المتحدة وتصل الكثافة السكانية فيها 10.3 نسمة/كم2.

## وصلات خارجية
- The US50 - Cities and Towns in Michigan State
- Michigan Cities and Towns, Facts, Map, Flag, Colleges, Government, and More